# 石倉淳一
石倉 淳一（いしくら じゅんいち、1954年 - 2007年9月6日）は、日本の漫画家、イラストレーター。

## 略歴
北海道函館市出身。獨協大学卒業後、「小さい花のテレジア」の挿絵でイラストデビューを飾る（1980年）。のち1983年に『月刊少年ジャンプ』誌上で「わてがナニワの太子だす」を連載開始。同年、月間ギャグマンガ賞佳作を受賞。
幅広い読者層に支持され、漫画、専門書など様々な媒体で創作活動を行った。
2007年9月6日、脳腫瘍のため都内病院で永眠。享年53。

## 作品リスト

### イラスト・挿絵
- 「小さい花のテレジア」（女子パウロ会）1980年
- 「ボンバーマン・ゲームブック〈2〉」（双葉社）1995年
- 「中国歴史人物図鑑〈下〉三国から清まで」（光栄）1996年

### 漫画
単行本
- 「学習漫画 地球なんでも事典」（集英社）1992年
- 「学習漫画 恐竜なんでも事典（集英社版・学習漫画）」（集英社） 1993年
- 「学習漫画 早わかり!鉄道のしくみ（集英社版・学習漫画）」（集英社）1996年
- 「マンガ商いで奇跡をおこす33の成功法則―一生困らない独立オーナーへの道」（ハギジン出版）2001年
- 「マンガ 人生で奇跡をおこす35の心理法則―経営者（オーナー）・経営幹部はだれでもなれる」（ハギジン出版）2001年
- 「マンガ 清酒と料理のピタピタ相性塾―あなたは夢の味覚にあ然!声を失う 」（ハギジン出版）2002年
- 「スグわかる!まんが囲碁入門―初級編:囲碁のルール完全マスター」（くもん出版）2003年
- 「スグわかる!まんが囲碁入門―実践編:勝ち方のコツ完全マスター」（くもん出版）2004年
- 「ハンディー版 スグわかる!まんが囲碁入門 初級編―囲碁のルール完全マスター」（くもん出版）2005年
- 「ハンディー版 スグわかる!まんが囲碁入門 実戦編―勝ち方のコツ完全マスター」（くもん出版）2005年
- 「ハンディー版 スグわかる!まんが将棋入門」（くもん出版）2006年